# Calne
Calne est une ville d'Angleterre située au centre du Wiltshire.

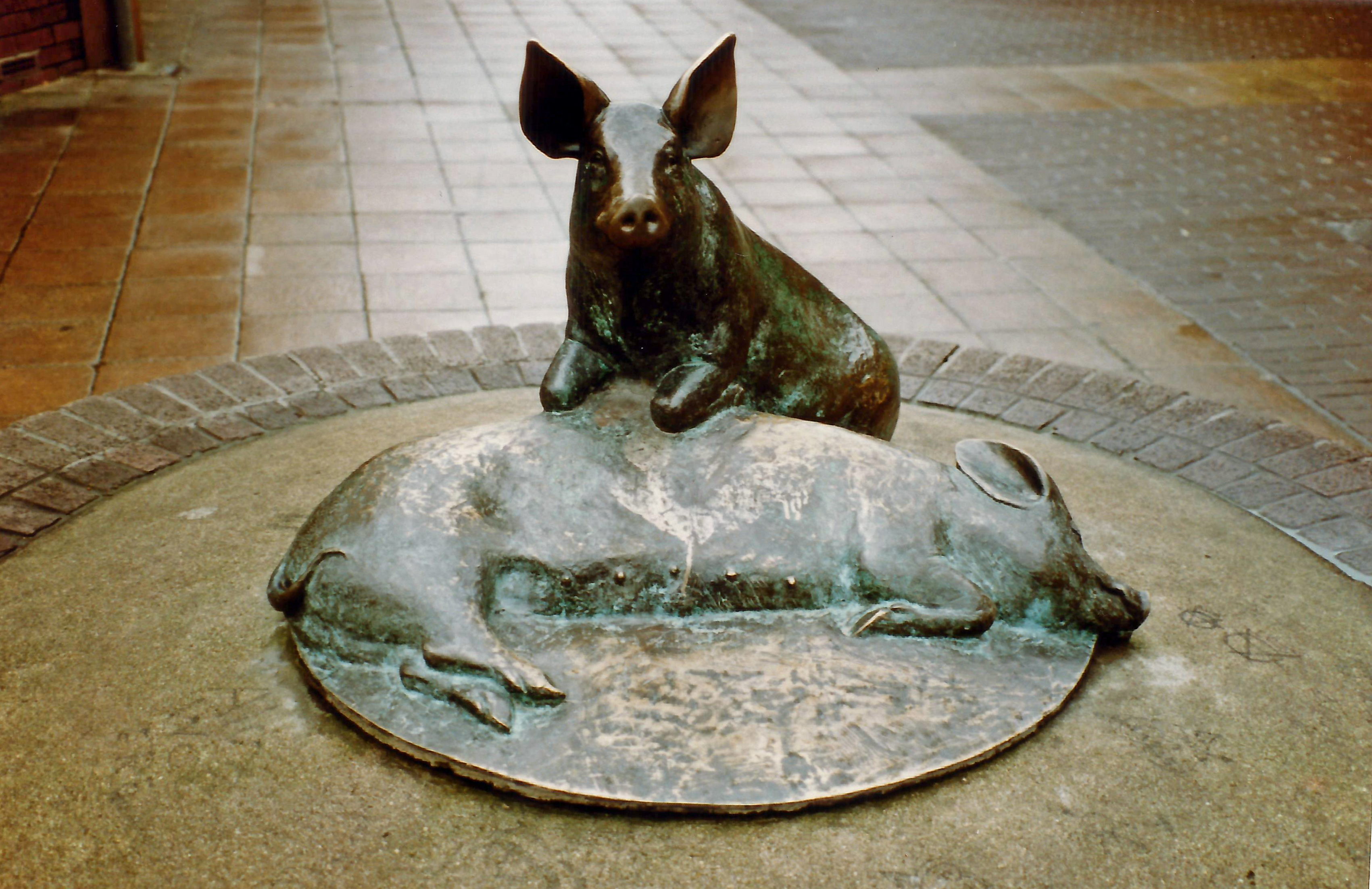
Sculpture en bronze des porcs, l'industrie la plus connue de Calne.

## Jumelages
- Charlieu (France)
- Eningen unter Achalm (Allemagne)
- Caln (États-Unis)